# Thuốc chống viêm
Thuốc chống viêm được dùng để trị triệu chứng viêm, được chia ra làm ba loại, Thuốc chống viêm không steroid (NSAID), Glucocorticoid (steroid) và thuốc chống viêm thực vật. Thuốc chống viêm tác động bằng con đường sinh hóa vào quá trình viêm.

## Các loại
- Các NSAID gồm có ibuprofen, aspirin, diclofenac, indomethacin, phenylbutazone, oxicams...
- Về Steroid thì có dexamethasone, hydrocortisone và prednisolone...
- Và ví dụ về thuốc chống viêm thực vật thì có những loại tinh dầu của hoa Cúc La Mã và hoa Arnica montana.[1]